# La Coka Nostra
La Coka Nostra (також LCN) — гіп-гоп супергурт зі США, що складається з DJ Lethal, Danny Boy, Ill Bill та Slaine.

## Історія
Проєкт La Coka Nostra з'явився наприкінці 2004 року, як вільний колектив митців, пов'язаних через Danny Boy. Лише на початку 2006 року проєкт перетворився на гурт, у тому ж році були вперше озвучені плани випустити альбом. У той час до складу колективу входили Everlast, DJ Lethal, Danny Boy, Ill Bill, Slaine та Big Left, але останній незабаром покинув гурт.
Наприкінці 2008 року група підписалася на Suburban Noize Records, але довгоочікуваний дебютний альбом «Brand You Can Trust» вийшов лише 14 липня 2009 року. Це сталося через те, що всі учасники збиралися разом в студії, замість того щоб пересилати окремо записані партії електронною поштою, а також через записи сольних альбомів Ill Bill та Everlast, гастролей та інших зобов'язань.
«Brand You Can Trust» містить п'ятнадцять треків за участю Snoop Dogg, Bun B, Sick Jacken, B-Real, Sen Dog, Immortal Technique, Big Left та Q-Unique. Тематика пісень включає політику, смерть, наркоманію, виховання дітей та тероризм.
2 березня 2012 року було оголошено, що Everlast покине La Coka Nostra через хворобу своєї дочки.
31 липня 2012 року новий альбом «Masters of Dark Arts» був випущений на Fat Beats. Музика гурту стала більш похмурою та андеграундною, а у записі альбому взяли участь Statik Selektah, DJ Premier, Beat Butcha, Scott Stallone, DJ Eclipse, Sicknature, Vinnie Paz, Sean Price, Thirstin Howl III, Sick Jacken і Big Left.
Третій альбом гурту, «To Thine Own Self Be True», вийшов 4 листопада 2016 року, у записі взяли участь J57, Leaf Dog, The Arcitype, Statik Selektah, Marco Polo, Vherbal, Salam Wreck, ChumZilla, Sick Jacken, Rite Hook, Q-Unique, Sadie Vada, Vinnie Paz, Nems, Apathy, SKAM2? і Rite Hook.

## Склад

#### Поточний склад
- Ill Bill
- Slaine
- DJ Lethal
- Danny Boy

#### Колишні учасники
- Everlast
- Big Left

## Дискографія

#### Альбоми
- 2009 — A Brand You Can Trust
- 2012 — Masters of the Dark Arts
- 2016 — To Thine Own Self Be True

#### Мікстейпи та EP
- 2007 — La Coka Nostra Presents Ill Bill — Black Metal
- 2009 — Cousin Of Death (сингл)
- 2009 — 100 % Pure Coka (Digital EP)
- 2009 — The Height of Power
- 2009 — The Audacity of Coke
- 2012 — The Maple Leaf Massacre
- 2014 — Mind Your Business (сингл)[3]